# Cónclave de 1676
El cónclave papal de 1676 fue convocada luego de la muerte del Papa Clemente X y condujo a la elección del cardenal Benedicto Odescalchi como Inocencio XI.

## Cardenales electores y elpapable
Después de la muerte de Clemente X (22 de julio de 1676), el Colegio cardenalicio se reunió en Roma para elegir a su sucesor. El Sacro Colegio constaba de 67 miembros: 44 de ellos participaron desde la inauguración del cónclave, y al final de éste, el número se había elevado a 63, cuando los demás cardenales ausentes finalmente llegaron desde el extranjero. 7 de ellos habían sido creados cardenales por Urbano VIII, 12 por Inocencio X, 8 por Alejandro VII, 19 por Clemente IX y otros 19 por Clemente X.
La lista de cardenales ya estaba en circulación para indicar posibles candidatos al trono de San Pedro. Solo el cardenal Benedetto Odescalchi fue considerado papable al momento del inicio del proceso eleccionario. Odescalchi había surgido como un fuerte candidato para el papado después de la muerte del Papa Clemente IX a fines de 1669, pero el gobierno francés vetó contra su nominación. 
Después de la muerte de Clemente X, el rey Luis XIV de Francia otra vez tenía la intención de usar su influencia contra la elección de Odescalchi, que era visto en la corte francesa como simpatizante de España. Pero, al ver que su popularidad entre los cardenales y el pueblo romano había crecido, debió aceptar de mala gana el aceptar su candidatura.

## Procesos Eleccionarios
En la primera votación, celebrada el 3 de agosto de 1676, Odescalchi recibió 14 votos, mientras se sostenían todavía otras 13 candidaturas, además de haber 25 abstenciones. El número de candidatos fue descendiendo, pero la votación del 20 de septiembre le dio solo ocho votos a favor a Odescalchi. Otros 19 votos se repartieron entre los cardenales Barberini, Rospigliosi y Alberizzi, mientras que el resto de los votos (30) se abstuvieron.
Finalmente el 21 de septiembre, Odescalchi fue rodeado en la capilla del cónclave y fue proclamado Papa por aclamación, en lugar de una votación formal. Una vez electo, Inocencio XI hizo que el Colegio cardenalicio jurara la capitulación cónclave (que había sido redactada en el cónclave anterior), en un intento de evitar los límites a la supremacía papal. Inocencio XI fue luego entronizado formalmente como Papa el 4 de octubre de 1676.